# Hugo van Zuylen van Nijevelt (1929-2018)
Hugo Robert Joan graaf van Zuylen van Nijevelt (Wassenaar, 17 oktober 1929 – aldaar, 13 augustus 2018) was een Nederlands ondernemer.

## Biografie
Van Zuylen was een telg uit het geslacht Van Zuylen van Nijevelt en een zoon van kamerheer-ceremoniemeester Philip Jules graaf van Zuylen van Nijevelt (1898-1940) en Constance Rhoda Diderica Edith barones van Pallandt (1896-1977), telg uit het geslacht Van Pallandt die Duinrell inbracht in de familie Van Zuylen.
Van 1953 tot 1962 werkte Van Zuylen in het buitenland voor de Deli Maatschappij. Vanaf 1962 kocht hij Duinrell geleidelijk in delen aan van zijn moeder. Wat voordien een door zijn ouders sinds 1935 voor het publiek opengesteld natuurgebied met camping was, werd onder zijn leiding uiteindelijk uitgebouwd tot een recreatie- en attractiepark. Hij zorgde er ook voor dat het 'oude huis' Duinrell, dat in 1682 in opdracht van Cornelis de Jonge van Ellemeet (1646-1721) was gebouwd, na iets meer dan drie eeuwen in 1986 werd gesloopt, alvorens het op de lijst van gemeente- of rijksmonumenten kon worden geplaatst. In 2000 verkocht hij het park aan zijn twee zonen, waarna hij president-commissaris van Duinrell B.V. werd. Die functie zou hij tot 2017 bekleden. In 2010 werkten hij en zijn echtgenote mee aan een gedenkboek dat verscheen bij het 75-jarig bestaan van het park. Zij stelden hun archief ter beschikking waardoor veel illustraties in het boek konden worden opgenomen. Hij bekleedde verschillende nevenfuncties, onder andere in de recreatiesector.
Bij de lintjesregen van 1993 werd Van Zuylen benoemd tot Officier in de Orde van Oranje-Nassau. Hij was rechtsridder in de Johanniterorde.
Van Zuylen trouwde in 1959 met Claudine Catharine Bernardine Everts (1937-2023), telg uit het geslacht Everts. Uit het huwelijk werden een dochter en twee zoons geboren. Hij is de schoonvader van grootmeesteres van de Koning, drs. M.L.A. (Bibi) gravin van Zuylen van Nijevelt-den Beer Poortugael.